# Malia (chanteuse)
Malia est une chanteuse originaire du Malawi née en 1978.
Sa mère est malawite, son père britannique. Elle quitte l'Afrique pour Londres à l'adolescence et se passionne pour la musique. Chanteuse débutante, elle entend par hasard à New York une chanson de Liane Foly et contacte aussitôt le compositeur de cette dernière, André Manoukian (qui est également membre du jury de Nouvelle Star), avec qui elle travaille depuis. Elle est parfois accompagnée par le pianiste Alexandre Saada.

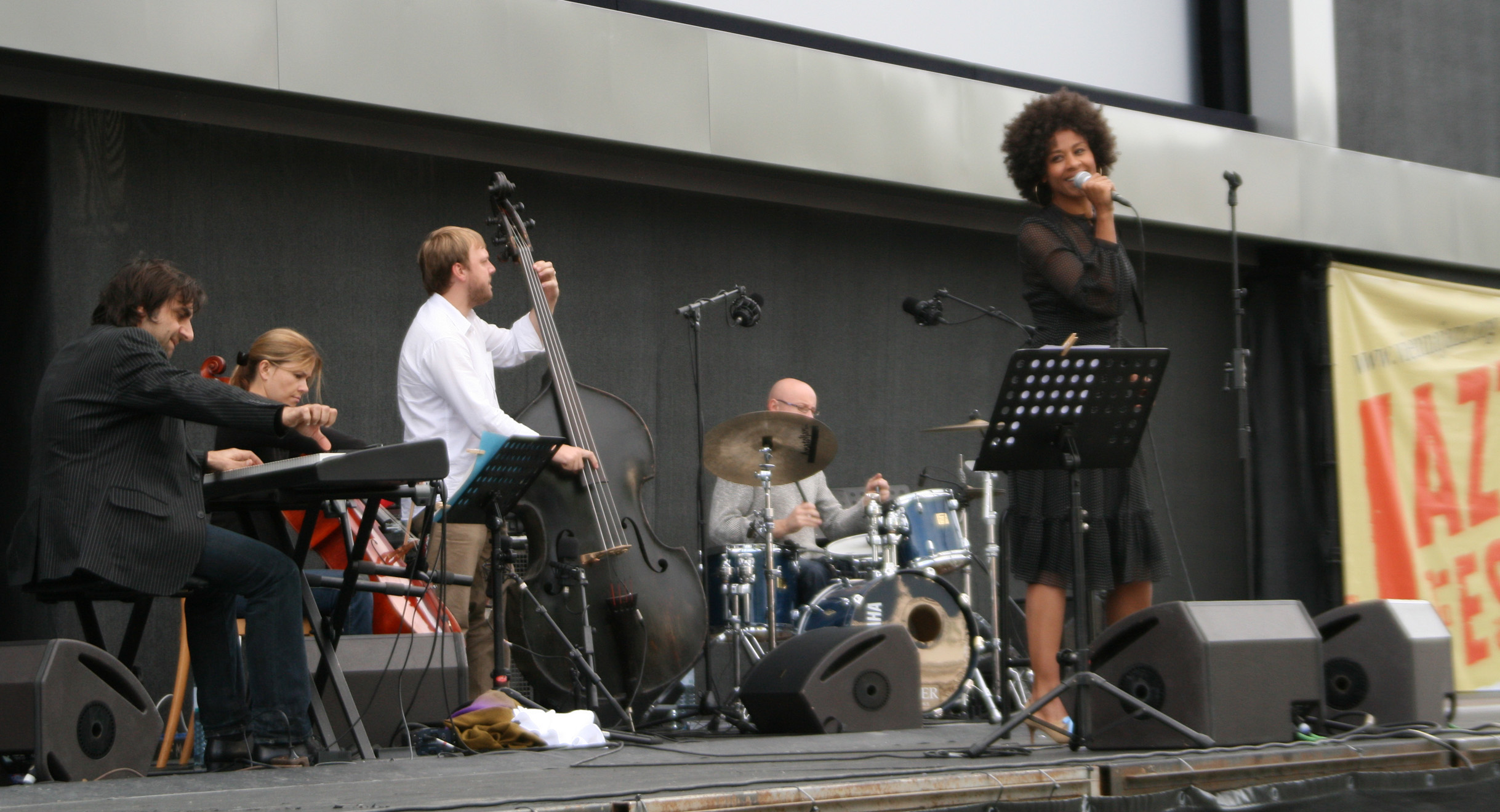
Malia, Vienne; keyboard (à gauche) André Manoukian

## Discographie
- 2002 : Yellow Daffodils
- 2004 : Echoes of dreams
- 2007 : Young Bones
- 2012 : Black Orchid
- 2014 : Convergence
- 2016 : Malawi Blues Njira
- 2020 : The Garden of Eve